# لمونت (پنسیلوانیا)
لمونت (به انگلیسی: Lemont) یک منطقهٔ مسکونی در ایالات متحده آمریکا است که در شهرستان سنتر، پنسیلوانیا واقع شده‌است. لمونت ۳٫۲۸ کیلومتر مربع مساحت و ۲٬۲۷۰ نفر جمعیت دارد و ۳۱۸٫۸۲ متر بالاتر از سطح دریا واقع شده‌است.